# Gaviotas
Gaviotas é uma ecovila situada nos Llanos do departamento colombiano de Vichada. Foi fundada em 1971 por Paolo Lugari, que reuniu um grupo de engenheiros e cientistas na tentativa de criar um modo de vida sustentável em um dos climas políticos e geográficos menos hospitaleiros da América do Sul.

## Tecnologia
A comunidade produziu uma série de invenções e inovações ao longo dos anos – notavelmente incluindo uma gangorra infantil que aciona uma bomba d'água e um moinho de vento de "desenho distinto de 'girassol'" que é adequado para as planícies da Colômbia. Lugari observa que os experimentos sociais não podem simplesmente importar soluções de climas temperados. Gaviotas estabeleceu como meta sempre arquitetar soluções específicas para os problemas que a comunidade enfrentará pessoalmente (Gaviotas Rising 1994).

## Avanços na área de saúde
A tripulação de Gaviotas criou um hospital com alimentação própria e funcional em 1980, que tratou um número substancial de indígenas que trabalhavam na aldeia, bem como aqueles nas planícies periféricas, até que o governo colombiano aprovou uma legislação pressionando o hospital a fechar suas portas na década de 1990. Embora o hospital não esteja mais funcionando, a aplicação da tecnologia de bombas Gaviotas na região circundante aumentou a disponibilidade de água potável e é uma forma supostamente eficaz de prevenção de doenças, desde que os moradores façam a manutenção das bombas (Weisman, 1999).

## Impacto ambiental
Estima-se que, em tempos pré-colombianos, os llanos eram uma extensão da floresta amazônica, mas a fronteira da floresta tropical vem recuando da área há séculos. A aldeia de Gaviotas é conhecida pelo plantio de mais de 1,5 milhão de árvores na área. Embora as árvores fossem originalmente parte de um experimento para ver se algum crescimento significativo poderia ocorrer no solo desidratado dos llanos, elas se tornaram uma característica significativa das pastagens. Como resultado da sombra que essas árvores proporcionam e do clima tropical da região, a cobertura do solo passou a abrigar espécies da floresta tropical nativas da região. A resina colhida das árvores plantadas proporcionou a Gaviotas uma fonte sustentável de renda.
Embora a vila seja autossuficiente em grande parte, ela usa óleo diesel regularmente durante certas estações. Atualmente, um projeto de BioDiesel está em andamento para utilização no mercado e local.

## História
A abordagem pragmática de Gaviotas para sua sobrevivência desassocia a aldeia de muitas filosofias e ideologias políticas. Originalmente, o projeto recebeu financiamento das Nações Unidas e de grupos semelhantes que buscavam soluções ecologicamente corretas para o crescimento populacional e o desenvolvimento do Terceiro Mundo.
Quando esses doadores originais começaram a puxar fundos de Gaviotas na década de 1990, os aldeões buscaram sua renda em outro lugar. Eles perceberam que o impressionante pinhal era uma fonte sustentável de resina de pinheiro utilizada na produção de uma enorme variedade de produtos como terebintina e violinos.
A formação de terra dos llanos permite que Gaviotas prospere, mas não é um exemplo de ecologia de baixo impacto praticada por muitas ecovilas. Gaviotas é amplamente apolítico, uma estratégia que lhe permitiu crescer entre os plantadores de cocaína, grupos guerrilheiros paramilitares e insurgentes e tropas militares presentes nos llanos. A vila está ainda mais separada de muitos movimentos eco-anarquistas por causa de seus primeiros laços com as Nações Unidas e o governo colombiano.